# قلعه تپه زنگیان
قلعه تپه زنگیان مربوط به دوره اشکانیان است و در شهرستان نیک‌شهر، بخش بنت، روستای وفا واقع شده و این اثر در تاریخ ۷ مهر ۱۳۸۱ با شمارهٔ ثبت ۶۴۷۸ به‌عنوان یکی از آثار ملی ایران به ثبت رسیده است.